# د. روس ليدرمان
د. روس ليدرمان (بالإنجليزية: D. Ross Lederman)‏ هو منتج أفلام وكاتب سيناريو ومخرج أمريكي، ولد في 12 ديسمبر 1894 في لانكستر في الولايات المتحدة، وتوفي في 24 أغسطس 1972 في هوليوود في الولايات المتحدة.

## وصلات خارجية
- د. روس ليدرمان على موقع IMDb (الإنجليزية)
- د. روس ليدرمان على موقع روتن توميتوز (الإنجليزية)
- د. روس ليدرمان على موقع ألو سيني (الفرنسية)
- د. روس ليدرمان على موقع أول موفي (الإنجليزية)
- د. روس ليدرمان على موقع قاعدة بيانات الأفلام السويدية (السويدية)
- د. روس ليدرمان على موقع إن إن دي بي (الإنجليزية)
- د. روس ليدرمان على موقع قاعدة بيانات الفيلم (الإنجليزية)
- د. روس ليدرمان على موقع كينوبويسك (الروسية)